# Samarinovac (Negotin)
Samarinovac (em cirílico:Самариновац) é uma vila da Sérvia localizada no município de Negotin, pertencente ao distrito de Bor, nas regiões de Timočka Krajina e Negotinska Krajina. A sua população era de 464 habitantes segundo o censo de 2002.

## Demografia
| 1948 | 1953 | 1961 | 1971 | 1981  | 1991  | 2002 |
| ---- | ---- | ---- | ---- | ----- | ----- | ---- |
| 906  | 935  | 908  | 990  | 1 011 | 1 021 | 464  |